# Javier Andreu Pintado
Francisco Javier Andreu Pintado (Pamplona, 1973) es un historiador de la Antigüedad y un arqueólogo español, catedrático de Historia Antigua y director del Diploma en Arqueología de la Universidad de Navarra. Desde el 22 de febrero de 2024 es el nuevo presidente de la Sociedad de Estudios Históricos de Navarra.

## Biografía
Realizó los estudios de primaria y bachillerato en el Colegio de Fomento Montearagón, de Zaragoza. Tras conocer el Mausoleo de los Atilios se despertó su curiosidad por la Antigüedad clásica y estudió Historia en la Universidad de Zaragoza donde, tras realizar su memoria de licenciatura con el trabajo titulado Munificencia pública en la provincia Lusitania (siglos I-IV d. C.) —que sería publicada después por la Institución Fernando el Católico en 2004—, se doctoró en 2002 con una tesis titulada Edictum, municipium y lex. Motivaciones, formas jurídicas y consecuencias de la extensión del ius latii y la municipalización de Hispania en época Flavia (69-96 d.C.) dirigida por Francisco Beltrán Llorís y también publicada posteriormente en esta ocasión por la British Archaeological Reports de Oxford. Como indica en la introducción, recibió una beca del CONSI+D del Gobierno de Aragón al abrigo de la cual realizó estancias de investigación en el Instituto de Arqueología de la Facultad de Letras de la Universidad de Coimbra bajo la dirección de José d'Encarnação.
Posteriormente completó su formación, en distintos momentos, en otras universidades como Oxford, Múnich y Heidelberg, donde fue en varias ocasiones becario de la Fundación Alexander von Humboldt trabajando sobre el uso de las inscripciones y del medio epigráfico por los emperadores flavios.
Como docente, y en el marco del programa Erasmus, impartió clases en la Universidad de Coimbra, en la Universidad de Padua y en la Universidad de La Sapienza, en Roma. Tras ejercer como profesor asociado en la Universidad de Zaragoza -donde impartió asignaturas de civilización griega y Lengua Latina-, Universidad de la Rioja -donde fue docente de legado del mundo clásico y de Epigrafía y Numismática- y en la Universidad Pública de Navarra -de cuya Aula de la Experiencia fue profesor- en 2010 obtuvo plaza como profesor titular de Historia Antigua en la Universidad Nacional de Educación a Distancia (UNED) en cuya Facultad de Geografía e Historia fue, durante varios años, Coordinador de Grado, responsable del programa de doctorado del Departamento de Historia Antigua y editor de la revista Espacio, Tiempo y Forma (Serie 2, Historia Antigua). Desde 2014 trabaja en el departamento de Historia, Historia del Arte y Geografía de la Universidad de Navarra, que actualmente dirige. Entre 2018 y 2023 ha sido Vicedecano de Estudiantes de la Facultad de Filosofía y Letras donde es, también, ahora, director del Diploma en Arqueología. También es profesor tutor de Historia Antigua en la UNED en Tudela (desde 2004) y Pamplona (desde 2014). Desde la UNED de Tudela, en colaboración con la Asociación Vicus de Amigos de Cascante organiza, cada año, la sección académica de la Semana Romana de Cascante y de la mano de la UNED de Pamplona promueve, cada verano, cursos de verano sobre cuestiones relacionadas con la Antigüedad. Actualmente es, además, el editor científico de la revista Cuadernos de Arqueología de la Universidad de Navarra y dirige la serie editorial "Monografías Los Bañales" que ha publicado ya cinco volúmenes sobre cuestiones relacionadas con esta ciudad romana y su contexto histórico e institucional. 
Realiza investigaciones principalmente sobre las inscripciones latinas, las élites y el poblamiento romano.

## Proyectos
Ha dirigido varios proyectos de investigación, tanto a nivel nacional —financiados por el Ministerio de Ciencia e Innovación— como internacional —financiados por el Programa Europa Creativa—, y cuenta con numerosas publicaciones en revistas académicas, sobre todo relacionadas con aspectos institucionales y sociales de la ciudad romana provincial.  

### Valete vos viatores
Entre 2020 y 2022 ha liderado el proyecto «Valete vos viatores: travelling through Latin inscriptions across the Roman Empire» en colaboración con las Universidades de Coimbra, Burdeos y La Sapienza de Roma y con el Museo Nazionale Romano. Este proyecto ha sido pionero con la creación de un videojuego de temática epigráfica donde el usuario se convierte en un artesano de las inscripciones romanas por varias ciudades de Occidente, es decir, los «editores científicos han sabido conjugar la experiencia investigadora consolidada en el campo de la epigrafía en el Occidente romano junto con el desarrollo de nuevos instrumentos digitales, para que las nuevas generaciones de estudiantes se acerquen al rico patrimonio epigráfico a través de dispositivos electrónicos, como complemento a los recursos tradicionales -manuales, monografías y revistas científicas- que siguen siendo la punta de lanza de la docencia universitaria.»

### Los Bañales de Uncastillo y Santa Criz de Eslava
Desde 2008 es coordinador y director científico en la ciudad romana de Los Bañales (Uncastillo, Zaragoza) para poner en valor el yacimiento arqueológico, cuentan con el apoyo de la Dirección General de Patrimonio Cultural del Gobierno de Aragón, de la comarca de las Cinco Villas aragonesas y de los Ayuntamientos de Uncastillo, Sádaba, Layana y Biota. Además, mediante un modelo en gestión del patrimonio arqueológico innovador, se incluyen aportaciones de empresas privadas (E.On, General Eólica Aragonesa o la Fundación ACS) y otras de forma esporádica, que también patrocinan el proyecto.
Este proyecto mereció en 2018 el Premio Sísifo que concede la Universidad de Córdoba a proyectos arqueológicos distinguidos, de igual modo que la labor de transferencia y dinamización que promueve en el yacimiento ha merecido distinciones turísticas por parte del Gobierno de Aragón y de la Comarca de Cinco Villas, principal patrocinadora del proyecto.
Desde 2017, es responsable junto con el Ayuntamiento de Eslava y la Asociación Cederna-Garalur de la coordinación de actuaciones con motivo de la celebración del centenario del descubrimiento de la ciudad romana de Santa Criz de Eslava en Eslava (Navarra) donde, bajo su coordinación científica, se han llevado a cabo varias campañas de excavación arqueológica.

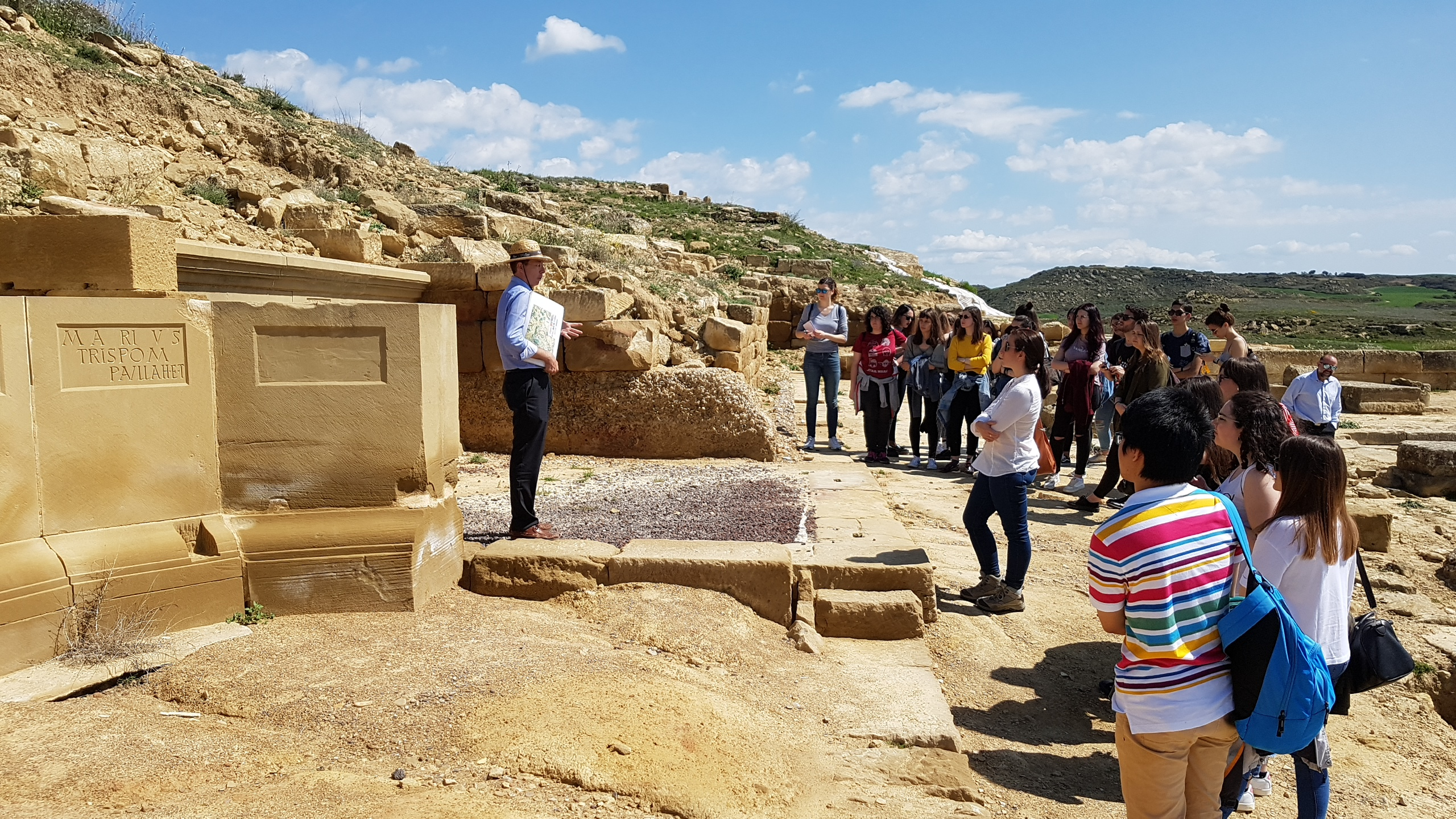
Javier Andreu explicando y mostrando a los visitantes del yacimiento romano de Los Bañales (Uncastillo) el contenido de los restos hallados (2018).
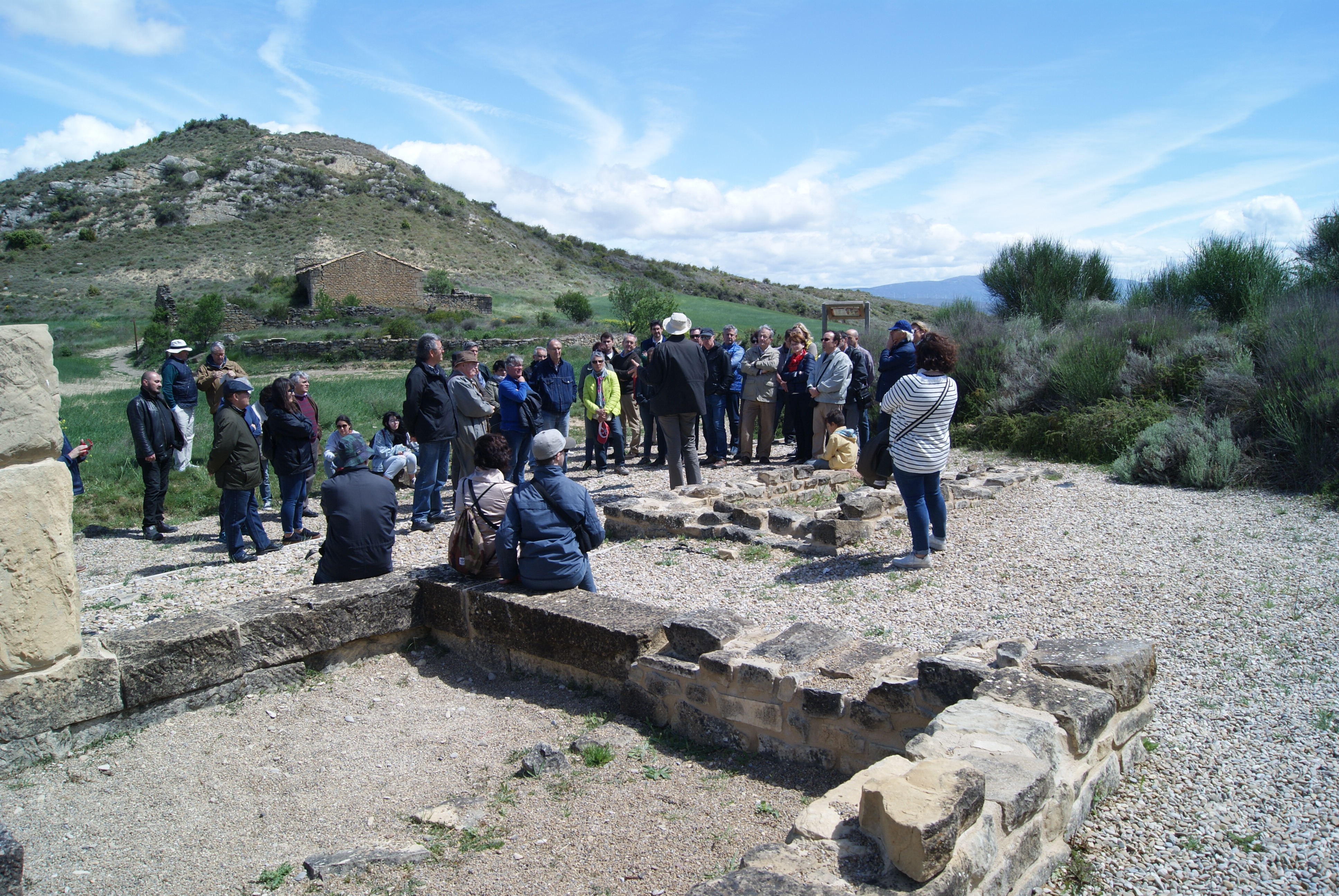
Visita a la necrópolis del yacimiento arqueológico de Santa Criz de Eslava con Javier Andreu Pintado (2019).

## Obras y publicaciones
Especial impacto han tenido sus trabajos sobre la incidencia de las reformas flavias, con la extensión del ius Latii a Hispania por Vespasiano, las relativas a la crisis urbana de las pequeñas ciudades hispanorromanas, los denominados oppida labentia y las etnias antiguas, en particular la de los Vascones, sobre la que ha escrito y coordinado varios volúmenes. 
También ha concedido entrevistas en medios de comunicación para el público en general, al mismo tiempo que escribe regularmente en el blog Oppida Imperii Romani desde 2008, sobre temas propios de su área profesional.
Algunas de sus obras más reseñables son:
- 2004: Munificencia pública en la Provincia Lvsitania (siglos I-IV d.C.). Zaragoza, Institución Fernando el Católico, col. Estudios nº 2215. Se trata de la publicación de su Memoria de Licenciatura.[21]
- 2004: Edictum, Municipium y Lex: Hispania en Época Flavia (69-96 d. C.). BAR International series, Oxford: Archaeopress, 2004. ISBN 978-1-84171-643-5. Publicación de su tesis doctoral.[22]
- 2009: Los vascones de las fuentes antiguas recurren a una etnia de la antigüedad peninsular. (Como coordinador). Universidad de Barcelona. ISBN 978-84-475-3390-9.
- 2009: Hispania. Las provincias hispanas en el mundo romano. Como coordinador junto con Javier Cabrero Piquero, Isabel Rodá de Llanza. Institut Catalá d'Arqueologia Clàssica (ICAC). ISBN 978-84-936809-5-4.
- 2012: Las cupae hispanas: origen, difusión, uso, tipología. Tutor: UNED - Fundación Uncastillo. ISBN 978-84-615-6200-8.
- 2013: "Entre vascos y romanos: sobre las tierras de Navarra en la Antigüedad". Cuadernos de Arqueología de Navarra. Como editor. Pamplona: UNED. ISSN: 1133-1542.
- 2017: Oppida Labentia. Transformaciones, cambios y alteración en las ciudades hispanas entre el siglo II y la tardoantigüedad. Monografías "Los Bañales", 2. Fundación Uncastillo. ISBN 978-84-617-9718-9.[23]
- 2019: Santa Criz de Eslava, reflejos de Roma en territorio vascón. En colaboración con Inmaculada Delage González, Luis Romero Novella, María Rosario Mateo Pérez; Andrea Ganchegui Sorabilla. Gobierno de Navarra. ISBN 978-84-235-3532-3.[24][25]
- 2020: Parva Oppida. Imagen, patrones e ideología del despegue monumental de las ciudades en la Tarraconense hispana (siglos I a. C.-I d. C.). Fundación Uncastillo. ISBN 978-84-09-22764-8.[26][27][28]
- 2021: Inter medium Vasconum pertransibunt aquae. Vascones y termalismo en la Antigüedad hispana. Ópera seleccionada de Mª Jesús Peréx Agorreta. Madrid: UNED ISBN 978-84-362-7681-7.
- 2022: Liberalitas flavia: obras públicas, monumentalización urbana e imagen dinástica en el Principado de los Flavos (69-96 d.C.). Sevilla Universidad de Sevilla. ISBN 978-84-472-3092-1.[29][30]
- 2022: Valete Vos Viatores: travelling through Latin inscriptions across the Roman Empire. Editado junto con Armando Redentor y Elena Alguacil Villanúa. Coímbra: Prensa de la Universidad de Coimbra. ISBN 978-989-26-2335-1.[12] Disponible en línea.[31]

### Vascones en la literatura
Al margen de esta actividad más científica y académica, Andreu ha prestado asesoramiento histórico en la elaboración de algunas novelas históricas. Es el caso de “Pompelo, el sueño de Abishunar”, del escritor navarro Juan Torres Zalba, publicada en 2014, donde el autor tuvo que «leer y estudiar a fondo gran parte de la producción historiográfica que sobre la cuestión vascónica» se había escrito hasta la fecha donde contó con la orientación y asesoramiento, entre otros especialistas, de Javier Andreu. Más recientemente se ha vuelto a dar el caso con la novela "Vasconum, luchar y morir bajo las águilas de Roma" firmada por Iñaki Zugarrondo Monje, donde el autor contó con «la ayuda del profesor de la Universidad de Navarra Javier Andreu Pintado, que le proporcionó información sobre hechos de la Pamplona romana y realizó diversas correcciones en su texto.»